# 김유성 (2005년)
김유성(金有性, 2005년 11월 16일 ~ )은 대한민국의 축구 선수로, 포지션은 골키퍼이다. 현재 K리그1 강원 FC 소속이다.